# Конго (филм)
„Конго“ (на английски: Congo) е американски научнофантастичен екшън-приключенски филм от 1995 г., базиран на едноименния роман от 1980 г., написан от Майкъл Крайтън. Режисьор е Франк Маршъл, сценарият е на Джон Патрик Шанли и участват Лора Лини, Дилън Уолш, Ърни Хъдсън, Грант Хеслов, Джо Дон Бейкър, Тим Къри и Брус Кембъл. Премиерата на филма е на 9 юни 1995 г. от „Парамаунт Пикчърс“.